# Алиев, Расул Хабибович
Расул Хабибович Алиев (1 октября 1998, с. Большезадоевское, Кизлярский район, Дагестан, Россия) — российский боксёр, призёр чемпионата России. Мастер спорта России.

## Спортивная карьера
15 декабря 2016 года ему было присвоено звание мастер спорта России. В декабре 2019 года в Нальчике стал финалистом чемпионата России среди молодёжи (19-22 лет), уступив в финале Владимиру Мирончикову. 12 марта 2020 года в Казани провёл свой первый профессиональный бой на «Кубке Казанского Кремля», в котором он трижды за 140 секунд отправил в нокдаун украинца Валентина Зброжека, после чего рефери остановил бой. 23 августа 2023 года на чемпионате России в Хабаровске в 1/4 финала одолел Дмитрия Захарьева, выйдя в полуфинал обеспечил себе медаль.

## Достижения
- Чемпионат России по боксу 2023 — ?;